# Kłomnice (gemeente)
De gemeente Kłomnice is een landgemeente in het Poolse woiwodschap Silezië, in powiat Częstochowski. De zetel van de gemeente is in het dorp Kłomnice.

## Oppervlakte gegevens
In 2002 bedroeg de totale oppervlakte van gemeente Kłomnice 147,85 km², waarvan:
- agrarisch gebied: 71%
- bossen: 18%

De gemeente beslaat 9,73% van de totale oppervlakte van de powiat.

## Demografie
Op 30 juni 2004 telde de gemeente 13 885 inwoners.
Stand op 30 juni 2004:
| Omschrijving                   | Totaal | Totaal | Vrouwen | Vrouwen | Mannen | Mannen |
| ------------------------------ | ------ | ------ | ------- | ------- | ------ | ------ |
| eenheid                        | aantal | %      | aantal  | %       | aantal | %      |
| inwoners                       | 13 885 | 100    | 7135    | 51,4    | 6750   | 48,6   |
| bevolkingsdichtheid (inw./km²) | 93,9   | 93,9   | 48,3    | 48,3    | 45,7   | 45,7   |

In 2002 bedroeg het gemiddelde inkomen per inwoner 1203,92 zł.

## Plaatsen
Adamów, Bartkowice, Chmielarze, Chorzenice, Garnek, Karczewice, Kłomnice, Kuźnica, Konary, Lipicze, Michałów Kłomnicki, Michałów Rudnicki, Nieznanice, Niwki, Pacierzów, Rzeki Małe, Rzeki Wielkie, Rzerzęczyce, Skrzydlów, Śliwaków, Witkowice, Zawada, Zbereżka, Zdrowa.

## Aangrenzende gemeenten
Gidle, Dąbrowa Zielona, Kruszyna, Mstów, Mykanów, Rędziny